# Mogulones cruciger
Mogulones cruciger is een snuitkever (familie Curculionidae) geassocieerd met hondstong (Cynoglossum officinale). Soms wordt ook de naam Mogulones crucifer gebruikt.
M. cruciger legt zijn eieren aan de basis van de rozet van hondstong, waarna de larven zich in de wortel ontwikkelen. Volwassen idividuen voeden zich met bovengrondse delen van de plant. Deze snuitkever komt van nature voor in Europa, maar is ook uitgezet in Noord-Amerika als biologisch bestrijdingsmechanisme tegen hondstong, die daar invasief is.